# Jean Dutourd
Jean Gwenaël Dutourd (14. ledna 1920, Paříž, Francie – 17. ledna 2011, Paříž) byl francouzský novinář, kritik a prozaik. Jeho dílo zahrnuje na sedm desítek krátkých i rozsáhlých próz. Do češtiny byly přeloženy dvě knihy, Vejce pro Maršála a Hrůzy lásky.

## Životopis
Narodil se v rodině zubního lékaře Francise Dutourda a Andrée Haasové. Ve svých dvaceti letech byl dva týdny vězněn po německé invazi do Francie za druhé světové války. Po šesti týdnech se mu podařilo utéci a vrátil se do Paříže. Studoval na Sorboně, studia zcela neuzavřel, nezískal osvědčení z psychologie. Na Sorboně se seznámil s filozofem Gastonem Bachelardem. V době studií, 22. května 1942, se oženil s Camille Lemercierovou, měli syna Frédérica a dceru Claru, která zemřela. Na začátku roku 1944 byl zatčen, utekl a podílel se na osvobození Paříže během Pařížského povstání.
První knihu vydal v roce 1946. V letech 1963 – 1999 publikoval články ve francouzských novinách France-Soir.
14. července 1978 se stal terčem útoku, který zničil jeho byt v Paříži, nezpůsobil však žádné oběti na lidech. 30. listopadu 1978 byl zvolen do Francouzské akademie.
Od roku 1987 do roku 2007 připravoval týdenní sloupky v Radio Courtoisie.
8. května 1989 byl zvolen do Académie nationale des Sciences, Belles-lettres et Arts de Bordeaux. V roce 1997 byl zvolen za člena Serbian Academy of Sciences and Arts, oddělení pro jazyk a literaturu. Spolupracoval s Philippem Bouvardem v programu francouzského radia na RTL Les Grosses Têtes, kde odpovídal od roku 2001 denně telefonicky na dvě otázky a účastnil se osobně vysílání jako čestný host. Svou účast ukončil v roce 2008. Do roku 2009 předsedal Sdružení na obranu francouzského jazyka.
Dutourd zemřel 17. ledna 2011 ve věku 91 let. Jeho pohřeb se konal dne 21. ledna 2011 v kostele Saint-Germain-des-Prés v Paříži, pak na hřbitově hřbitově Montparnasse. Zúčastnil se jej také novinář Philippe Bouvard, spisovatelé Alain Decaux a Max Gallo, historička Helene Carrere d'Encausse, vydavatel Raphaël Sorin, spisovatel a právník Paul Lombard, politici Charles Millon a Jean Tiberi.
Helene Carrere d'Encausse věnovala Jeanu Dutourdovi vzpomínku, ve které promluvila také o jeho vztahu k ženám ve Francouzské akademii. Dutourd neschvaloval přijímání žen do akademie.
"Bojoval i proti mému přijetí. A další den se stal jedním z mých největších přátel, pomáhal mi, vysvětloval nepsaná pravidla chování. Takový byl, neúnavný v přátelství, velkorysý a elegantní při jednání s druhými, ale náročný na své blízké i sebe."
Poctu Jeanu Dutourdovi vyjádřil i Phillipe Bouvard.
"Dutourd byl člověk, který tráví svůj čas psaním, veškeré jeho úsilí směřuje ke každoročnímu publikování knihy v pevné vazbě, člověka, pro něhož pero znamená život."

## Dílo
- Hned za svou první knihu Caesarovský komplex získal v roce 1946 Stendhalovu cenu.
- V USA získal v roce 1951 Courtelinovu cenu za román Psí hlava. Román – fikce popisuje životní příběh chlapce, který se narodil s psí hlavou.
- Jeho nejznámější dílo, humoristický román Vejce pro maršála aneb Deset let ze života jednoho mlékaře vyšlo v roce 1952. Jeho hrdiny jsou pařížský mlékař Poissonard se svou manželkou, kteří využívají nedostatku v letech válečné okupace ke šmelení a kolaboraci. Okrádáním druhých hromadí jmění, v posledních dnech války se stanou "vlastenci" a pokračují ve své činnosti dál. Sám Dutourd viděl v úspěchu knihy určité nedorozumění: “Pro mne byla tato kniha útočným pamfletem, obecně však byla chápána jako humoristický román a já byl označen jako humorista“.[6]
- Román Doucin označuje Dutourd jako jednu ze svých nejmilejších knih. Její hrdina je skicou k hlavnímu hrdinovi Robertimu z Hrůz lásky.
- Základ a forma – tři svazky krátkých próz, dobových glos a esejistických črt, jsou často srovnávány s Voltairovým Filozofickým slovníkem.
- Hrůzy lásky – Originální milostný příběh stárnoucího muže a mladé sekretářky. Kromě vynikající psychologické kresby postav vyniká kniha bohatstvím postřehů a úvah a poetickým pohledem do života Paříže.
- Polní maršál Bonaparte. Esej, ve které Jean Dutourd hledá příčiny velikosti a dekadenci Francouzské revoluce. Vytváří alternativní historii a přepisuje úlohu Napoleona Bonaparta v dějinách.

Dutourd vydával v letech 1950–1966 v nakladatelství Gallimard, posléze převážně ve vydavatelství Flammarion a Plon.

## Díla přeložená do češtiny
- Vejce pro maršála (Au Bon Beurre), přeložila Věra Dvořáková, grafická úprava J. Šváb, vydala Mladá fronta, edice Kapka, Praha,1962
- Hrůzy lásky, přeložila Věra Dvořáková, ilustrace V. Sivko, vydala Mladá fronta, Praha,1966
- Hrůzy lásky, přeložila a doslov napsala Věra Dvořáková, grafická úprava Jiří Svoboda,vydala Mladá fronta edice Proud, Praha, 1981
- Psí hlava – Nakladatelství ES-MA, Brno 2012; přeložila Sylva Křižanová, grafická úprava Martin Hrdina

## Filmová zpracování
- Au Bon Beurre – televizní adaptaci režíroval v roce 1981 Édouard Molinaro
- Vejce pro maršála – televizní adaptaci románu režíroval Evžen Sokolovský, 1974

## Z tvorby Jeana Dutourda
- 1946 : Caesarův komplex, Le Complexe de César, (Gallimard)
- 1947 : Pondělní oběd, Le Déjeuner du lundi, román (Robert Laffont)
- 1947 : Galéra, Galère, sbírka básní (Editions of the Barn-Old women)
- 1948 : Strom, L'Arbre, divadelní hra (Gallimard)
- 1950 : Malý Don Juan, Le Petit Don Juan, esejistická próza (Robert Laffont)
- 1950 : Psí hlava, Une tête de Chin, román (Gallimard)
- 1952 : Vejce pro maršála, Au bon beurre, román (Gallimard)
- 1955 : Doucin, román (Gallimard)
- 1956 : Taxíky na Marně, Les Taxis de la Marne, román (Gallimard)
- 1958 : Základ a forma, Le Fond et la Forme, krátké prózy, dobové glosy a eseje, díl I. (Gallimard)
- 1959 : Ošálení, Les Dupes, příběhy (Gallimard)
- 1959 : Citlivá duše, L'Âme sensible, stendhalovská studie
- 1960 : Základ a forma, Le Fond et la Forme, krátké prózy, dobové glosy a eseje, díl II. (Gallimard)
- 1963 : Rivarol, román (Mercury of France)
- 1963 : Hrůzy lásky, Les Horreurs de l'amour, román (Gallimard)
- 1964 : Konec indiánů, La Fin des Peaux-Rouges, moralita (Gallimard)
- 1967 : Pluche aneb láska k umění, Pluche ou l'Amour de l'art,psychologicko- sociologická studie malíře(Flammarion)
- 1965 : Základ a forma, Le Fond et la Forme,krátké prózy, dobové glosy a eseje, díl III. (Gallimard)
- 1970 : Škola ťulpasů, L'École des jocrisses, eseje (Flammarion)
- 1971 : Soumrak vlků, Le Crépuscule des loups, moralita (Flammarion)
- 1972 : Jaro života, Le Printemps de la vie, psychologicko-sociologická studie spisovatele (Flammarion)
- 1980 : Paměti Mary Watsonové, Mémoires de Mary Watson, román (Flammarion)
- 1991 : Portréty žen, Portraits de femmes, román (Flammarion)
- 1996 : Polní maršál Bonaparte, Le Feld-Maréchal von Bonaparte, alternativní historie (Flammarion)
- 2004 : Deník mrtvých, Journal intime d'un mort, fiktivní návštěva u Fausta (Plon)
- 2006 : Perly a svině, Les perles et les cochons, bajky (Plon) (ISBN 978-2-259-20421-7)
- 2007 : Leporello, Leporello,román (Plon) (ISBN 2-259-20605-0)
- 2009 : Kronika, La chose écrite, (Flammarion)

## Ocenění
- 1946 : Prix Stendhal za román Caesarský komplex
- 1950 : Prix Courteline za román Psí hlava
- 1952 : Prix Interallie za román Vejce pro maršála
- 1961 : Prix Prince Pierre de Monaco, za celoživotní dílo
- 2005 Grand Prix catholique de littérature za román Deník mrtvých

## Souhrnné studie
- Patrick Gofman, Jean Dutourd, eseje, Editions du Rocher, 1994 (ISBN 2-268-01799-0)
- Alain Paucard, Jean Dutourd the incorrigible one, Flammarion, 1998, ISBN 2-08-067232-0
- François Taillandier, Le père Dutourd, Stock, 2011 (ISBN 978-2-234-07088-2)